# Hoàng Nông
Hoàng Nông là một xã thuộc huyện Đại Từ, tỉnh Thái Nguyên, Việt Nam.

## Địa lý
Xã Hoàng Nông nằm ở phía tây huyện Đại Từ, có vị trí địa lý:
- Phía đông giáp xã Khôi Kỳ và xã Mỹ Yên
- Phía tây giáp tỉnh Tuyên Quang,
- Phía nam giáp tỉnh Vĩnh Phúc
- Phía bắc giáp các xã Bản Ngoại, La Bằng và Tiên Hội.

Xã Hoàng Nông có diện tích 27,24 km², dân số năm 1999 là 4.569 người, mật độ dân số đạt 168 người/km².
Xã nằm ở phía tây của huyện và thuộc vùng núi Tam Đảo, tiếp giáp với đỉnh cao nhất của dãy núi này (1590 m). Một dòng suối nhỏ chảy từ dãy Tam Đảo xuống và chảy dọc theo chiều dài của xã rồi đổ vào sông Công.

## Lịch sử
Sau năm 1975, Hoàng Nông là một xã thuộc huyện Đại Từ.
Đến năm 2019, xã Hoàng Nông được chia thành 18 xóm: Đình Cường, Suối Chùn, Đồng Khuôn, Làng Hu, Đoàn Thắng, Cổ Rồng, Cánh Vàng, Đầm Cầu, La Lương, Cầu Đá, Ao Mật, An Sơn, Cây Chè, Làng Đảng, Gốc Sữa, La Dây, La Kham, Kèo Hái.
Ngày 23 tháng 7 năm 2019, sáp nhập hai xóm Đình Cường và Cổ Rồng thành xóm Đình Cổ, sáp nhập xóm An Sơn vào xóm Ao Mật, sáp nhập xóm Gốc Sữa vào xóm La Kham, sáp nhập xóm Cánh Vàng vào xóm Đầm Cầu.

## Hành chính
Xã Hoàng Nông được chia thành 14 xóm: Ao Mật, Cầu Đá, Cây Chè, Đầm Cầu, Đình Cổ, Đoàn Thắng, Đồng Khuôn, La Dây, La Kham, La Lương, Làng Đảng, Làng Hu, Kèo Hái, Suối Chùn.